# Pherusa laevis
Pherusa laevis is een borstelworm uit de familie Flabelligeridae. Het lichaam van de worm bestaat uit een kop, een cilindrisch, gesegmenteerd lichaam en een staartstukje. De kop bestaat uit een prostomium (gedeelte voor de mondopening) en een peristomium (gedeelte rond de mond) en draagt gepaarde aanhangsels (palpen, antennen en cirri).
Pherusa laevis werd in 1856 voor het eerst wetenschappelijk beschreven door Stimpson.